# César Chávez
César Estrada Chávez (Yuma, 31 de março de 1927 – San Luis, 23 de abril de 1993) foi um líder sindical, organizador comunitário, empresário e defensor dos direitos civis e ativista latino-americano nos Estados Unidos. Junto com Dolores Huerta, ele co-fundou a Associação Nacional de Trabalhadores Agrícolas (ou NFWA, na sigla em inglês), que mais tarde se uniu ao Comitê Organizador de Trabalhadores na Agricultura (ou AWOC, na sigla em inglês) para se tornar o sindicato Trabalhadores Agrícolas Unidos (ou UFW, na sigla em inglês). Ideologicamente, sua visão de mundo combinava políticas de esquerda e ensinamentos sociais católicos.
Nascido em Yuma, Arizona, em uma família de mexicano-americanos, Chavez começou cedo como trabalhador braçal antes de ir para a Marinha dos Estados Unidos, onde serviu por dois anos. Realocado para a Califórnia, ele se casou, teve filhos, e depois se envolveu com organização comunitária, onde ajudou a registrar trabalhadores para votar. Em 1959, ele se tornou diretor nacional do CSO (o grupo Organização de Serviço Comunitário), uma posição baseada em Los Angeles. Em 1962, ele deixou o CSO para fundar o NFWA, baseado em Delano, Califórnia, através do qual ele lançou um esquema de seguro, uma cooperativa de crédito e um jornal para trabalhadores do campo chamado El Malcriado. Mais tarde naquela década, ele começou a organizar greves entre os trabalhadores rurais, mais notavelmente em Delano, onde organizou entre 1965 e 1970 uma greve entre catadores de uva. Influenciado pelo movimento de resistência do líder indiano Mahatma Gandhi, Chavez enfatizou diretamente táticas não violentas, incluindo piquetes e boicotes, para pressionar os proprietários de fazendas a atender às demandas dos grevistas. Ele imbuiu suas campanhas com o simbolismo católico romano, incluindo procissões públicas, missas e jejum. Recebendo apoio de grupos de esquerda e trabalhistas, ele passou a ser monitorado pelo Federal Bureau of Investigation (FBI).
No começo da década de 1970, Chavez procurou expandir a influência dos seus sindicatos para fora da Califórnia para outras regiões dos Estados Unidos. Vendo os imigrantes ilegais como uma importante fonte de fura-greves, ele fez campanha contra a imigração irregular, o que gerou violência na fronteira entre o México e os Estados Unidos e causou cismas dentro do seu sindicado, o UFW. Interessado em cooperativismo como uma forma organizacional, ele estabeleceu uma comuna remota em Keene, Califórnia. Seu maior isolamento e ênfase em campanhas implacáveis alienaram muitos agricultores da Califórnia que o haviam apoiado anteriormente e por volta de 1973, o UFW tinha perdido a maioria dos contratos e membros que ganhara durante o final da década de 1960. Sua aliança com o Governador da Califórnia Jerry Brown ajudou a garantir a passagem da Lei de Relações Trabalhistas Agrícolas da Califórnia de 1975, embora a campanha do UFW para que suas medidas fossem consagradas na Constituição Californiana falhou. Influenciado pela organização religiosa Synanon, ele reenfatizou a vida comunitária e eliminou adversários percebidos. A quantidade de membros do UFW continou a cair na década de 1980, com Chavez redirecionando o foco para campanhas anti-pesticidas e passando para o desenvolvimento imobiliário, gerando polêmica por seu uso de trabalhadores não sindicalizados. Até a década de 1990, o UFW continuou a defender Chavez como uma figura heroica em defesa do trabalhador americano. Em abril de 1993, aos 66 anos, ele faleceu na cama, de causas naturais.
Uma figura controversa, seus críticos dentro do UFW levantavam questões sobre o controle autocrático de Chavez sobre o sindicato, os expurgos daquele que ele julgava como desleais e o culto à personalidade ao redor dele, enquanto os grandes fazendeiros o consideravam um comunista. Ele se tornou um ícone para o trabalho organizado e grupos de esquerda nos Estados Unidos e postumamente se tornou um "santo popular" entre os mexicano-americanos. Seu aniversário é uma data comemorativa em vários estados nos Estados Unidos, enquanto vários estados receberam seu nome em sua honra e, em 1994, ele recebeu, postumamente, a Medalha Presidencial da Liberdade.